# Alekseevskij rajon (Oblast' di Belgorod)
L'Alekseevskij rajon in russo Алексеевский район? è un rajon dell'Oblast' di Belgorod, nella Russia europea; il capoluogo è Alekseevka. Istituito nel luglio del 1928, dal 1934 al 1954 fece parte dell'Oblast' di Voronež, dal gennaio di quell'anno nell'Oblast' di Belgorod.